# Lakandonové
Lakandonci jsou mayští obyvatelé žijící již stovky let v Lakandonském deštném pralese ve východním Chiapasu. Sami sebe nazývají Hach Winik neboli opravdoví lidé.
Antropologové dělí Lakandonce podle řady kulturních odlišností na jižní a severní Hach Winik. Žije jich přibližně tisíc ve třech jižních komunitách (Lacanjá, Beten, San Javier) a dvou severních komunitách (Metzabak a Nahá).
Lakandonové jsou nepůvodní domorodou skupinou obyvatel obývající region Selva v mexickém státě Chiapas. Je to jedna z mnoha vymírajících skupin na tomto území. Většina etnologů je dále dělí na skupiny Severní, Cedro-Lacanjah a Jatate. Jsou to sběrači a lovci. V posledních letech jsou decimováni přílivem různých misionářů a náboženských proudů.